# Nekrolog 1417
Nekrolog
◄◄
| ◄
| 1413
| 1414
| 1415
| 1416
| 1417 | 1418 | 1419 | 1420 | 1421 | ► | ►►
Weitere Ereignisse | Allgemeiner Nekrolog 1417
Die Beschreibung der verstorbenen Person sollte so kurz wie möglich gehalten sein und nur deren signifikante Tätigkeit(en) enthalten.
Neue Namen ggf. auch unter dem Geburts- und Sterbedatum, also etwa unter 1. Januar und im Geburts- und Sterbejahr (2024) eintragen (nur bei entsprechender großer Wichtigkeit). Für Beispiele siehe die schon vorhandenen Artikel.
Außerdem über die fünf zuletzt Verstorbenen, zu denen es einen ausreichend guten Artikel für eine Präsentation auf der Hauptseite gibt, nach der todesbedingten Überarbeitung der Artikel ggf. auch unter Wikipedia Diskussion:Hauptseite informieren und sie am besten auch in den anderen Wikipedia-Sprachversionen eintragen. Tipp: Regelmäßig bei news.google.de nach „ist tot“, „gestorben“ oder „verstorben“ suchen.
Wenn eine Person gestorben ist, gibt es viele Seiten zu dieser Person in der Wikipedia, die davon auch betroffen sind und entsprechend aktualisiert werden müssen. Beispiele: Namenübersichtsseite, Geburtsjahr, Geburtsort-Seiten und viele mehr.
Wie finde ich die betroffenen Seiten?
Im Suchfeld auf der linken Seite gibt man den Suchbegriff so ein: „Vorname Nachname“. Dann klickt man auf Volltext und alle Seiten mit entsprechendem Suchtext werden aufgerufen. Hier sieht man dann schnell, wo auch das Todesjahr Sinn macht oder sogar ein Teil des Artikels angepasst werden muss. Auch hilft das „Werkzeug“ auf der linken Seite sehr gut, um solche Seiten aufzufinden: „Links auf diese Seite“. Somit ist die Wikipedia wieder aktuell in allen Bereichen! Hinweis: bei Eintragung der Kategorie „Gestorben JAHR“ wird der Missbrauchsfilter 49 ausgelöst, was jedoch nicht schlimm ist. Siehe: Spezial:Missbrauchsfilter/49
Dies ist eine Liste von im Jahr 1417 verstorbenen bekannten Persönlichkeiten. Die Einträge erfolgen innerhalb der einzelnen Daten alphabetisch sortiert. Tiere sind im Nekrolog für Tiere zu finden.

## Februar
| Tag         | Name                 | Beruf, bekannt als | Alter | Beleg |
| ----------- | -------------------- | ------------------ | ----- | ----- |
| 13. Februar | Dietrich von Quitzow | Raubritter         |       |       |

## März
| Tag     | Name         | Beruf, bekannt als        | Alter | Beleg |
| ------- | ------------ | ------------------------- | ----- | ----- |
| 5. März | Jörg Kazmair | Bürgermeister von München |       |       |
| 5. März | Manuel III.  | Kaiser von Trapezunt      |       |       |

## April
| Tag      | Name                            | Beruf, bekannt als             | Alter | Beleg |
| -------- | ------------------------------- | ------------------------------ | ----- | ----- |
| 5. April | Jean de Valois, duc de Touraine | französischer Dauphin          | 18    |       |
| 8. April | Ulrich I.                       | Herzog zu Mecklenburg-Stargard |       |       |

## Mai
| Tag     | Name          | Beruf, bekannt als                                       | Alter | Beleg |
| ------- | ------------- | -------------------------------------------------------- | ----- | ----- |
| 16. Mai | Eberhard III. | Graf von Württemberg (1392–1417)                         |       |       |
| 18. Mai | Ulrich Prustl | Bischof von Brixen                                       |       |       |
| 25. Mai | Ludwig II.    | Herzog von Anjou, König von Neapel und Graf der Provence | 39    |       |
| 31. Mai | Wilhelm II.   | Herzog von Straubing-Holland                             | 52    |       |

## Juni
| Tag      | Name                  | Beruf, bekannt als            | Alter | Beleg |
| -------- | --------------------- | ----------------------------- | ----- | ----- |
| 15. Juni | Sigmar von Holleneck  | Bischof von Seckau            |       |       |
| 22. Juni | Humbert von Neuenburg | Bischof von Basel (1395–1417) |       |       |

## Juli
| Tag      | Name          | Beruf, bekannt als                                      | Alter | Beleg |
| -------- | ------------- | ------------------------------------------------------- | ----- | ----- |
| 15. Juli | Willem Eggert | Herr Purmerend, Statthalter von Holland                 |       |       |
| 31. Juli | Elisabeth     | Gräfin von Vianden und der vorderen Grafschaft Sponheim |       |       |

## August
| Tag        | Name              | Beruf, bekannt als                           | Alter | Beleg |
| ---------- | ----------------- | -------------------------------------------- | ----- | ----- |
| 16. August | Keno II. tom Brok | Häuptling des Brookmerlandes in Ostfriesland |       |       |

## September
| Tag           | Name                  | Beruf, bekannt als                | Alter | Beleg |
| ------------- | --------------------- | --------------------------------- | ----- | ----- |
| 4. September  | Robert Hallum         | Bischof von Salisbury (1407–1417) |       |       |
| 19. September | Johannes Marienwerder | deutscher Theologe                |       |       |
| 26. September | Francesco Zabarella   | italienischer Kardinal            | 57    |       |

## Oktober
| Tag         | Name        | Beruf, bekannt als | Alter | Beleg |
| ----------- | ----------- | ------------------ | ----- | ----- |
| 18. Oktober | Gregor XII. | Papst (1406–1415)  |       |       |

## November
| Tag         | Name       | Beruf, bekannt als           | Alter | Beleg |
| ----------- | ---------- | ---------------------------- | ----- | ----- |
| 9. November | Yusuf III. | Emir von Granada (1408–1417) |       |       |

## Dezember
| Tag          | Name               | Beruf, bekannt als                                              | Alter | Beleg |
| ------------ | ------------------ | --------------------------------------------------------------- | ----- | ----- |
| 14. Dezember | John Oldcastle     | englischer Soldat, Politiker, Anführer der Lollarden            |       |       |
| 27. Dezember | Lubertus Hautscilt | flämischer Augustiner-Abt, Mathematiker, Astrologe und Mystiker |       |       |

## Datum unbekannt
| Tag | Name                             | Beruf, bekannt als                                                                                                  | Alter | Beleg |
| --- | -------------------------------- | --- | ----- | ----- |
|     | Boček II. von Podiebrad          | böhmischer Adliger; Höchster Kämmerer bzw. Unterkämmerer (1377–1387) und Oberstlandschreiber von Böhmen (1404–1407) |       |       |
|     | Huitzilíhuitl                    | aztekischer Herrscher von Tenochtitlán                                                                              |       |       |
|     | Konrad von Falkenberg            | deutscher Ritter |       |       |
|     | Arnold Sparenberg                | Ratsherr der Hansestadt Lübeck                                                                                      |       |       |
|     | Konrad X. Landschad von Steinach | deutscher Adliger                                                                                                   |       |       |
|     | Friedrich Wigger                 | Bürgermeister von Bremen                                                                                            |       |       |